# WE LOVE YOU.
「WE LOVE YOU.」（ウィ・ラブ・ユー）は、槇原敬之39枚目のシングル。2008年7月23日に、J-moreから発売された。

## 収録曲
- 作詞・作曲・編曲：槇原敬之

1. WE LOVE YOU.
  - 『日立 世界・ふしぎ発見!』2008年7月 - 8月度エンディングテーマ
2. Orange Colored Sky
  - 日本テレビ系ドラマ『課長島耕作』主題歌
3. WE LOVE YOU.(Backing Track)
4. Orange Colored Sky (Backing Track)